# Taciewo
Taciewo – wieś w Polsce położona w województwie podlaskim, w powiecie suwalskim, w gminie Suwałki.
W latach 1975–1998 miejscowość administracyjnie należała do województwa suwalskiego.
W okresie powojennym istniała tutaj szkoła podstawowa. W latach siedemdziesiątych XX wieku we wsi funkcjonowała świetlica wiejska, będąca centrum spotkań mieszkańców okolicznych wsi. W latach osiemdziesiątych i dziewięćdziesiątych istniał tutaj sklep spożywczy i AGD, mleczarnia oraz urząd pocztowy.
W okolicy wsi położone są jeziora: Okmin, Taciewo, Ożewo, Grabeńszczyzna. Odległość od Suwałk - 12 km.